# Filippo Carlo d'Arenberg
Filippo Carlo Francesco d'Arenberg (10 maggio 1663 – Petervaradino, 25 agosto 1691) fu il terzo duca di Arenberg e di Arschot.

## Biografia

### Infanzia
Figlio primogenito del duca Carlo Eugenio, e di sua moglie, Maria Enrichetta de Cusance.

### Carriera militare
All'età di quindici anni gli fu affidato il comando di un reggimento di fanteria tedesca datogli da Carlos de Gurrea, duca di Villahermosa, governatore dei Paesi Bassi spagnoli. Nel 1683 prese il comando di un reggimento di cavalleria borgognona; nello stesso anno, Carlo II di Spagna lo nominò capitano degli arcieri della sua guardia.
Come il padre era Grand-Bailli e Capitano Generale dell'Hainaut.

### Matrimonio

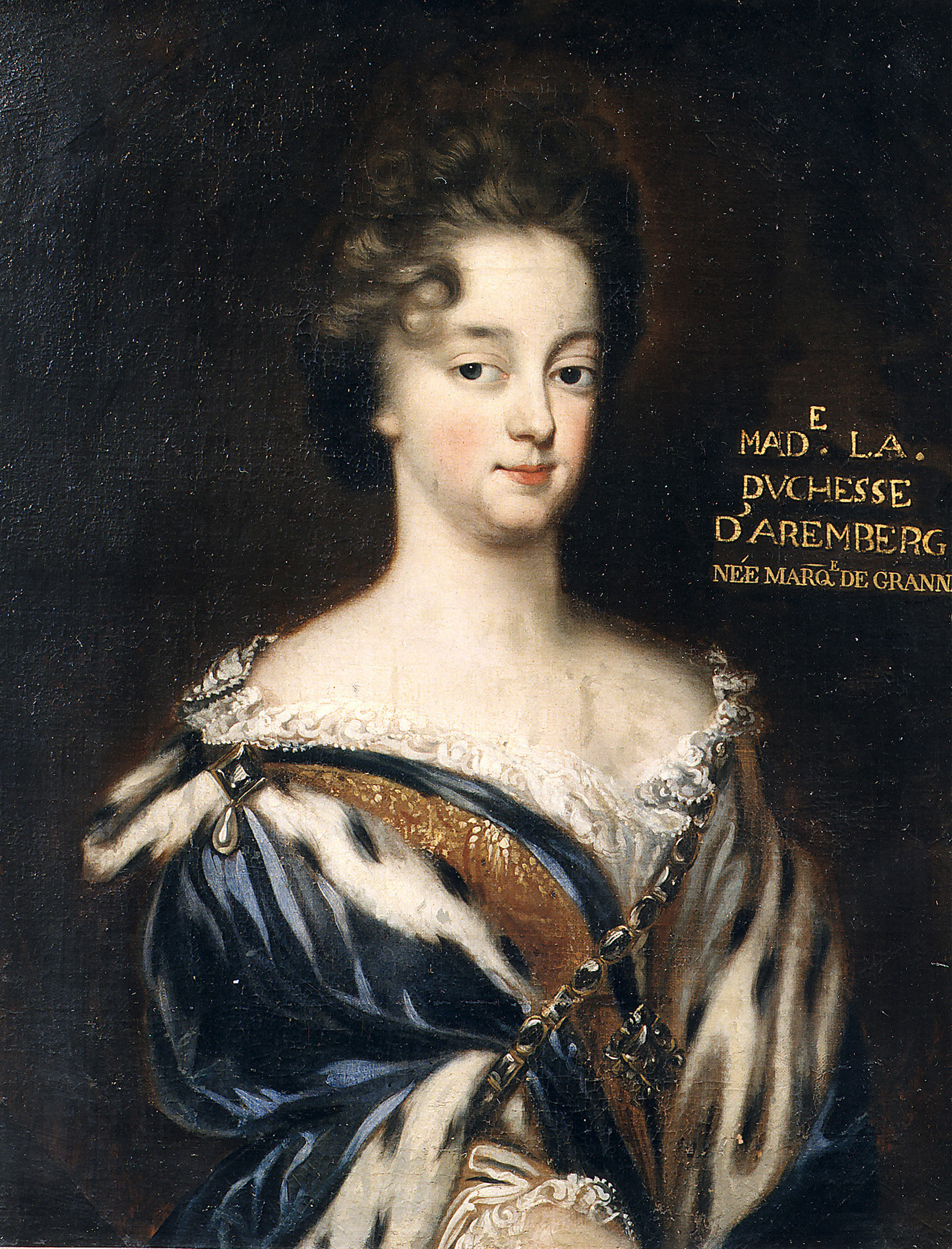
Maria Enrichetta del Carretto ritratta nel 1700 circa, Castello di Arenberg

Sposò, il 12 febbraio 1684 a Bruxelles, Maria Enrichetta del Carretto (20 settembre 1671-22 febbraio 1744), marchesa di Savona e Grana, figlia di Ottone Enrico del Carretto. Ebbero due figli.

### Morte
Nel 1691 servì l'imperatore. Ha comandato una brigata nella memorabile Battaglia di Slankamen, dove l'esercito imperiale ottenne una vittoria completa sugli Ottomani. Ferito da un proiettile al petto fin dall'inizio dell'azione, ha dovuto lasciare il campo di battaglia. 
Il colpo che ricevette era mortale; eppure ha vissuto per sei giorni in preda a crudeli sofferenze che ha sopportato con pazienza e coraggio esemplare. Fu trasportato a Petervaradino, dove morì il 25 agosto.

## Discendenza
Il Duca d'Arenberg e Maria Enrichetta del Carretto ebbero die figli:
- Maria Anna (21 agosto 1689-24 aprile 1736), sposò François-Egon de La Tour, ebbero una figlia;
- Leopoldo (14 ottobre 1690-4 marzo 1754).

## Ascendenza
|                                            |   |                                 | Genitori                      |  |  | Nonni |  |  | Bisnonni         |  |  | Trisnonni         |  |
|                                            |   |                                 |                               |  |  |       |  |  | Carlo d'Arenberg |  |  | Giovanni di Ligne |  |
|                                            |   |                                 |                               |  |  |       |  |  | Carlo d'Arenberg |  |  | Giovanni di Ligne |  |
|                                            |   | Margherita de la Marck-Arenberg |                               |  |  |       |  |  | Carlo d'Arenberg |  |  |                   |  |
| Filippo d'Arenberg                         |   |                                 |                               |  |  |       |  |  | Carlo d'Arenberg |  |  |                   |  |
|                                            |   | Anne de Croÿ                    | Philippe III de Croÿ          |  |  |       |  |  |                  |  |  |                   |  |
|                                            |   | Anne de Croÿ                    | Philippe III de Croÿ          |  |  |       |  |  |                  |  |  |                   |  |
|                                            |   | Anne de Croÿ                    | Johanna Henriette van Halewyn |  |  |       |  |  |                  |  |  |                   |  |
| Carlo Eugenio d'Arenberg                   |   | Anne de Croÿ                    |                               |  |  |       |  |  |                  |  |  |                   |  |
|                                            |   | …                               | …                             |  |  |       |  |  |                  |  |  |                   |  |
|                                            |   | …                               | …                             |  |  |       |  |  |                  |  |  |                   |  |
|                                            |   | …                               | …                             |  |  |       |  |  |                  |  |  |                   |  |
| Maria Cleopha von Hohenzollern-Sigmaringen |   | …                               |                               |  |  |       |  |  |                  |  |  |                   |  |
|                                            |   | …                               | …                             |  |  |       |  |  |                  |  |  |                   |  |
|                                            |   | …                               | …                             |  |  |       |  |  |                  |  |  |                   |  |
|                                            |   | …                               | …                             |  |  |       |  |  |                  |  |  |                   |  |
| Filippo Carlo d'Arenberg                   |   | …                               |                               |  |  |       |  |  |                  |  |  |                   |  |
|                                            | … | …                               |                               |  |  |       |  |  |                  |  |  |                   |  |
|                                            | … | …                               |                               |  |  |       |  |  |                  |  |  |                   |  |
|                                            | … | …                               |                               |  |  |       |  |  |                  |  |  |                   |  |
| Claude-François de Cusance                 | … |                                 |                               |  |  |       |  |  |                  |  |  |                   |  |
|                                            |   | …                               | …                             |  |  |       |  |  |                  |  |  |                   |  |
|                                            |   | …                               | …                             |  |  |       |  |  |                  |  |  |                   |  |
|                                            |   | …                               | …                             |  |  |       |  |  |                  |  |  |                   |  |
| Maria Enrichetta de Cusance                |   | …                               |                               |  |  |       |  |  |                  |  |  |                   |  |
|                                            |   | …                               | …                             |  |  |       |  |  |                  |  |  |                   |  |
|                                            |   | …                               | …                             |  |  |       |  |  |                  |  |  |                   |  |
|                                            |   | …                               | …                             |  |  |       |  |  |                  |  |  |                   |  |
| Ernestine van Witthem                      |   | …                               |                               |  |  |       |  |  |                  |  |  |                   |  |
|                                            |   | …                               | …                             |  |  |       |  |  |                  |  |  |                   |  |
|                                            |   | …                               | …                             |  |  |       |  |  |                  |  |  |                   |  |
|                                            |   | …                               | …                             |  |  |       |  |  |                  |  |  |                   |  |
|                                            |   | …                               |                               |  |  |       |  |  |                  |  |  |                   |  |